# Dichomeris nitiellus
Dichomeris nitiellus is een vlinder uit de familie tastermotten (Gelechiidae). De wetenschappelijke naam is voor het eerst geldig gepubliceerd in 1923 door Costantini.
De soort komt voor in Europa.